# Elmelunde Sogn
Elmelunde Sogn er et sogn i Stege-Vordingborg Provsti (Roskilde Stift). I 1828-1972 hørte Elmelunde Sogn til Bårse og Mønbo herreders provsti i Roskilde Stift. 
Elmelunde Sogn var i 1582-1602 anneks til Borre Sogn og kaldtes tidligere også Hjertebjerg sogn efter præstegårdens beliggenhed. I 1800-tallet var Elmelunde Sogn et selvstændigt pastorat. Det hørte til Mønbo Herred i Præstø Amt. Elmelunde sognekommune blev ved kommunalreformen i 1970 indlemmet i Møn Kommune, der ved strukturreformen i 2007 indgik i Vordingborg Kommune.
I Elmelunde Sogn ligger Elmelunde Kirke.
I sognet findes følgende autoriserede stednavne:
- Elmelunde (bebyggelse, ejerlav)
- Elmelunde Kohave (areal, bebyggelse)
- Gammelsø Mose (areal)
- Hjertebjerg (bebyggelse, ejerlav)
- Hovmarken (bebyggelse)
- Nordfelt (ejerlav, landbrugsejendom)
- Ridefogedlukke (areal)
- Råbylille (bebyggelse, ejerlav)
- Torpe (bebyggelse, ejerlav)
- Østermark (bebyggelse, ejerlav)